# Legionella jamestowniensis
Espèce
Legionella jamestowniensis est une espèce de bactéries gram-négatives de la famille des Legionellaceae.

## Description
Les bactéries de l'espèce Legionella jamestowniensis sont des bacilles gram-négatifs dont la croissance est possible sur milieu BCYE supplémenté en L-cystéine

## Taxonomie
Le nom correct complet (avec auteur) de ce taxon est Legionella jamestowniensis Brenner et al. 1985.

### Étymologie
L'espèce L. jamestowniensis a été nommée d'après le lieu d'isolement de sa souche type et l'étymologie est la suivante : ja.mes.tow.ni.en’sis. N.L. masc./fem. adj. jamestowniensis, appartenant Jamestown, New York, où cette bactérie a d'abord été isolée [le nom de jamestownensis serait probablement meilleur].